# 巴诺克圣捷尔吉
巴诺克圣捷尔吉是匈牙利佐洛州所辖的一个村，总面积32.54平方公里，总人口652，人口密度20.0人/平方公里（2010年1月1日）。